# Pila d'artesa

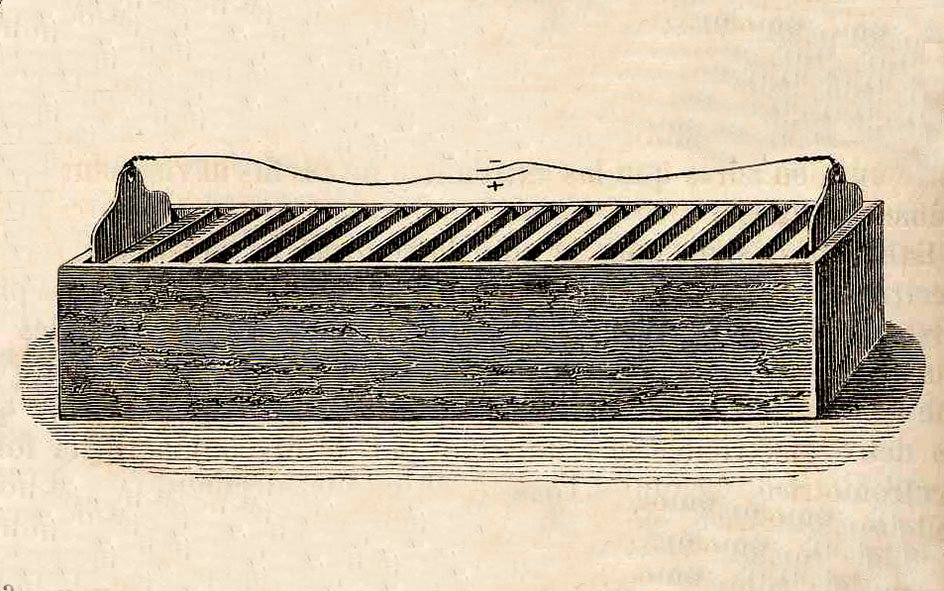
Una pila d'artesa.

La pila d'artesa fou una variant de la pila voltaica i va ser inventada pel químic anglès William Cruickshank el 1802, fou la primera bateria que podia ser produïda massivament. La pila de Volta tenia l'inconvenient de què en ser vertical, el pes dels discs de zinc i coure feia que es perdés el líquid (salmorra) que impregnava els de cartró o roba.
Cruickshank va resoldre el problema construint una pila horitzontal, en forma de caixa rectangular de fusta. L'interior fou recobert amb laca per tal d'impermeabilitzar la caixa, al llarg de la caixa va posar plaques alternades de coure i zinc de la mateixa mida i a intervals regulars, aquestes plaques es mantenien a la seva posició gràcies a una sèrie de ranures verticals practicades a la fusta. L'espai interior s'omplia de salmorra o una solució d'àcid sulfúric molt diluït, els espais ocupats amb la solució feien el mateix paper que els dics impregnats de Volta. A cada extrem hi havia una placa de coure, cadascuna connectada amb un fil metàl·lic que transmetia l'electricitat que produïa la pila.